# 網様体
網様体（もうようたい、英語：reticular formation 、ラテン語：Formatio reticularis ）とは、脳幹の背側部分に散在する構造物である。まばらな細胞体の間を網目状の神経線維が結んでいるのでこの名があり、白質にも灰白質にも分類されない。呼吸および循環の中枢であり、生命維持に不可欠な機能を担っている。

## 解剖
網様体は延髄から中脳まで、すなわち脳幹の全体に広がり、ミクロな構造の違いからいくつかの小部分に分けられる。網様体から出た線維は、脳神経の核と間脳の諸核の両方に達している。
網様体に入る線維では、脊髄を通ってきた痛覚線維のほか、視神経・内耳神経・三叉神経に由来する線維が視覚・聴覚・前庭覚（いわゆる平衡感覚）・顔面の触覚の情報を伝える。そのほか、大脳皮質、小脳、赤核、淡蒼球からの線維も網様体に入る。
網様体から出る線維は、脊髄、間脳の視床、延髄の迷走神経核、疑核・孤束核（舌咽神経の核）などに向かう。脊髄に向かった線維は運動機能の調節に関わる。視床に向かった線維は覚醒状態に関わる。迷走神経核、舌咽神経核に向かった線維は、それらの脳神経の調節を介して、呼吸と循環の調節に関わる。

## 機能
網様体は主に迷走神経を介して呼吸・心拍数・血圧を調節する中枢である。この機能は生命維持に不可欠なので、網様体が傷つくことは直ちに命に関わる。脳幹が生命維持の中枢と言われる理由の多くは、脳幹の全体に広がる網様体が負っている。
網様体は視床を介して覚醒と睡眠の調節にも深く関わっている。痛みで目が覚めるなどの反応は、痛覚線維から伝わった刺激が網様体に入り、網様体の活動を促して意識や運動機能を活発にすると説明される。この様子は脳波の測定により観察できるが、詳しい機序には不明な部分も多い。